# Teologia da Cruz

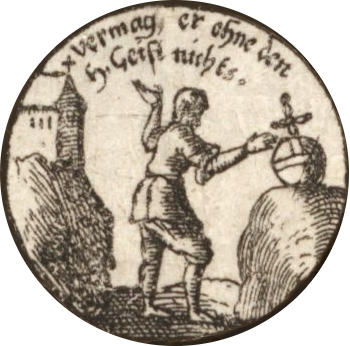
"...o arbítrio humano tem alguma liberdade para escolher a retidão civil e para realizar coisas sujeitas à razão. Mas é incapaz, sem o Espírito Santo, de realizar a justiça de Deus, ou seja, a retidão espiritual..." - Confissão de Augsburgo, art. 18: Sobre o Livre Arbítrio

A teologia da Cruz (em latim: Theologia Crucis) ou estaurologia (do grego koiné stauros: "estaca" ou "cruz" + -logia: "estudo de") é um termo cunhado pelo teólogo Martinho Lutero para fazer referência à teologia que propõe que a cruz é a única fonte de conhecimento sobre quem é Deus e como Ele salva em contraste com a teologia da glória (theologia gloriae), que enfatiza as habilidades e a razão humanas.

## Doutrina católica
O parágrafo 2015 do Catecismo da Igreja Católica ("CIC") descreve o caminho da perfeição como passando pelo caminho da cruz. "Não há santidade sem renúncia e sem uma batalha espiritual. O progresso espiritual implica ascese e mortificação que gradualmente levam à vida em paz e à alegria as beatitudes.".

## Definição de Lutero
O termo "theologia crucis" foi raramente utilizado por Lutero. Ele o utilizou pela primeira vez e o definiu explicitamente em contraste à teologia da glória na Disputa de Heidelberg de 1518. Durante este debate, Lutero representou os agostinianos e apresentou suas teses, que depois seriam determinantes para o movimento da Reforma Protestante. As teses teológicas pertinentes eram:
1. A lei de Deus, [ou] a mais salutar doutrina de vida não tem o poder de avançar o homem em sua busca pela justiça e, ao invés disto, o atrapalha.
2. Ainda menos as obras humanas, que são repetidas muitas e muitas vezes com a ajuda de preceitos naturais, por assim dizer, levam a este fim.
3. Emboras as obras do homem sempre pareçam atraentes e boas, elas são, apesar disso, provavelmente pecados mortais.
4. Embora as obras de Deus sempre pareçam pouco atraentes e ruins, elas são, apesar disso, méritos eternos na realidade.
5. As obras dos homens não são, desta forma, pecados mortais (falamos de obras que são aparentemente boas), apesar de terem sido crimes.
6. As obras de Deus (as que Ele realiza através do homem) não são, desta forma, méritos apesar de terem sido sem pecado.
7. As obras do justo serão pecados mortais se elas não forem temidas como pecados mortais pelos próprios justos através de uma piedosa temência a Deus.
8. Muito mais são as obras do homem pecados mortais quando são realizadas sem o temor e em uma auto-confiança maligna e não adulterada.
9. Dizer que obras sem Cristo são mortas, mas não mortais, parece constituir uma perigosa rendição do temor a Deus.
10. De fato é muito difícil envergar como uma obra pode ser morta e, ao mesmo tempo, não ser danosa e um pecado mortal.
11. Arrogância não pode ser evitada ou a verdadeira esperança [pode] estar presente a não ser que o julgamento de condenação seja temido à cada obra.
12. Aos olhos de Deus pecados são, então, verdadeiramente veniais quando são temidos por homens como sendo mortais.
13. Livre arbítrio, depois da queda, existe apenas no nome e assim como ele [livre arbítrio] faz o que é capaz de fazer, ele comete um pecado mortal.
14. Livre arbítrio, depois da queda, tem o poder de fazer o bem apenas de forma passiva, mas pode fazer o mal de forma ativa.
15. E também não pode o livre arbítrio persistir num estado de inocência e nem, muito menos, fazer o bem de forma ativa, mas apenas de forma passiva.
16. A pessoa que acredita que pode obter a graça fazendo o que está nela própria acrescenta pecado ao pecado tornando-se duplamente culpada.
17. E nem falar desta forma dá motivos para o desespero, mas sim para inflamar o desejo de se humilhar e buscar a graça de Cristo.
18. É certo que o homem deve se desesperar completamente de suas próprias habilidades antes de estar preparado para receber a graça de Cristo.
19. Não merece ser chamado de teólogo aquela pessoa que estuda as coisas invisíveis de Deus como se elas fossem claramente perceptíveis nas coisas que já aconteceram.
20. Merece ser chamado de teólogo, porém, aquele que compreende as coisas visíveis e manifestas de Deus vistas através do sofrimento e da cruz.
21. Um teólogo da glória chama o mal de bem e o bem de mal. Um teólogo da cruz chama as coisas do que são.
22. A sabedoria que vê as coisas invisíveis de Deus nas obras percebidas pelo homem é completamente inchada, cega e teimosa.
23. A lei traz a fúria de Deus, mata, ultraja, acusa, julga e condena tudo o que não está em Cristo.
24. Apesar disto, este conhecimento não é maligno e nem a lei deve ser evitada; mas sem a teologia da cruz, o homem utiliza o melhor da pior maneira.
25. Não é justo aquele que faz muito, mas aquele que, sem obras, acredita muito em Cristo.
26. A lei diz "faça isso" e isto nunca é feito. A graça diz "acredite nisto" e tudo já está feito.
27. Devemos chamar a obra de Cristo uma obra em andamento e as nossas obras uma obra realizada e, desta forma, uma obra realizada agradável a Deus pela graça da obra em andamento.
28. O amor de Deus não encontra, mas cria, o que é agradável a Si próprio. O amor do homem só existe através do que agradável a Ele.

### Princípios
Lendo as teses é fácil perceber que Lutero insiste na completa inabilidade da humanidade em cumprir a lei de Deus. De forma consistente com sua doutrina evangélica inovadora, Lutero enfatiza o papel da graça de Deus como salvadora. As boas obras e o cumprimento da lei não tem o poder de melhorar a situação do homem.
Segundo Lutero, o teólogo da cruz prega o que parece tolo para o mundo (I Coríntios 1:18). Em particular, o teólogo da cruz prega que os humanos não podem, de forma alguma, merecer a retidão (ou justiça), que os humanos não tem como acrescentar nada à retidão da cruz e que qualquer retidão concedida à humanidade vem de "fora de nós" ("extra nos").
Em contraste, segundo Lutero, o teólogo da glória prega que os humanos tem o poder de fazer o bem que está dentro deles ("quod in se est"), que restou, depois da queda, alguma capacidade de escolher o bem e que os humanos não podem ser salvos sem participarem da u cooperarem com a retidão concedida por Deus.
Segundo a compreensão de Lutero, estas duas teologias partiam de dois pontos de partida radicalmente opostos: eles tinha diferentes epistemologias ("meios de se compreender") sobre como as pessoas conheciam Deus e o mundo. Para o teólogo da glória, a razão e os sentidos humanos devem ser aplicados para aumentar o conhecimento sobre Deus e o mundo. Assim, se uma ação parece ser boa ela deve ser boa. Para o teólogo da cruz, é apenas através da auto-revelação de Deus que as pessoas podem conhecer Deus e sua relação com Ele; e a mais perfeita auto-revelação de Deus é o Verbo de Deus encarnado, Jesus, o Cristo. Assim, mesmo se uma ação parecer boa, ainda assim Cristo morreu na cruz pelos pecados humanos e pela natureza pecaminosa do homem e, portanto, a ação não é tão boa como parece.
No sermão de Lutero "Dois Tipos de Retidão" (ou "Justiça") ele se refere à teologia da cruz como a "retidão estrangeira" e à teologia da glória como a "retidão propriamente dita" (por sua origem na percepção da pessoa que presume ter se justificado (ou "se tornado reto") por si próprio ou por suas obras).